# Carl Anderson (cantante)
Carl Anderson (Lynchburg, 27 febbraio 1945 – Los Angeles, 23 febbraio 2004) è stato un cantante e attore statunitense.

## Biografia
Dotato di una voce duttile e potente, divenne famoso - a partire dagli anni Settanta - per la straordinaria interpretazione di Giuda Iscariota in Jesus Christ Superstar, prima a Broadway e poi nell'omonima trasposizione cinematografica diretta da Norman Jewison. Nel musical di Andrew Lloyd Webber la figura di Giuda aveva un ruolo quasi precipuo, rappresentato più come una vittima del suo destino che come un traditore, e questo probabilmente contribuì ad accrescere la fama dell'attore. Per tale interpretazione Carl Anderson è stato candidato (insieme a Ted Neeley, che interpretava Gesù) al Golden Globe nel 1974. Anderson resterà per sempre legato a tale interpretazione, tornando spesso a rivestire il ruolo di Giuda in varie rappresentazioni del musical, sia in America sia in Europa, nel corso dei decenni successivi. Il suo ultimo tour teatrale risale al 2003, quando poi gli viene diagnosticata la leucemia che lo porterà alla morte nel 2004. 
Successivamente al suo debutto cinematografico nel ruolo di Giuda, Anderson torna come attore sul grande schermo per La perla nera (1978) di Saul Swimmer e Il colore viola (1985) di Steven Spielberg. Più numerose sono le sue apparizioni televisive, avendo recitato in ruoli secondari in numerose serie e soap opera come, per esempio, Starsky & Hutch, Magnum P.I., L'incredibile Hulk, Il tempo della nostra vita e Hill Street giorno e notte. 
Carl intraprese anche una carriera solista come cantante vantando, oltre a varie collaborazioni artistiche (tra cui spicca quella con i Weather Report) la pubblicazione di nove album, musicalmente vicini alle sonorità tipiche del jazz ed al soul. 
Apparve per l'ultima volta dal vivo in Italia per interpretare "Giuda" al Teatro Nazionale di Milano tra il 24 ottobre e il 19 novembre 2000 nello spettacolo "Jesus Christ Superstar" curato da Massimo Romeo Piparo. 
Ammalatosi di leucemia, è morto il 23 febbraio del 2004. 
Nel commento al DVD di Jesus Christ Superstar, il regista Norman Jewison e l'interprete di Gesù Ted Neeley ricordano Anderson con particolare commozione.

## Discografia
- Absence Without Love (1982)
- On and On (1983)
- Protocol (1985)
- Carl Anderson (1986)
- Act of Love (1988)
- Pieces of a Heart (1991)
- Fantasy Hotel (1992)
- Heavy Weather/Sunlight Again (1994)
- Why We Are Here! (1997)

## Filmografia
- Jesus Christ Superstar, regia di Norman Jewison (1973)
- La perla nera (The Black Pearl), regia di Saul Swimmer (1977)
- Il colore viola, regia di Steven Spielberg (1985)

## Televisione
- Starsky & Hutch, Stagione 3 Episodio 18 (1978)